# 污泥蓼
污泥蓼（学名：Polygonum limicola）为蓼科蓼属下的一个种。

## 扩展阅读
維基物種上的相關：污泥蓼